# リンゼイ・デイヴィス (作家)
リンゼイ・デイヴィス（Lindsey Davis、1949年 - ）は、古代ローマを舞台とした「密偵ファルコシリーズ」で知られるイギリスの歴史ミステリ作家。

## 経歴
1949年、イングランドのバーミンガムで生まれる。オックスフォード大学で英文学を学んだ後、公務員となる。13年後に辞職し、執筆したロマンス小説が1985年にジョージェット・ヘイヤー歴史小説賞の次席となったのをきっかけに作家になる決意をし、イギリスの女性向け雑誌『ウーマンズ・レルム』 (Woman's Realm) に処女作を執筆した。
幼少期より円錐角膜の症状に罹り、大人になってから角膜移植をした際に「知らない人のおかげで長年の痛みと悩みから解放された。」と述べ、読者らにもドナーカードを持つことを勧めている。
2009年に発表した"Rebels and Traitors" には、巻頭で「最愛の人リチャード、あなたを偲びこの本を捧げます。（意訳）」と、また自身のウェブサイトでも「2008年10月に逝ってしまったあなたへ。愛するリチャード、あなたのいない生活に慣れつつあります。（意訳）」と、前年に亡くなった夫リチャードへの謝辞が述べられた。出版社のニュースレターでは、「最初に読んでくれたリチャードが感じてくれた『素晴らしい』の一言が私にとっての最大の褒め言葉です。入院中でさえ私の本を読みふけり『もっと持ってきてくれないか』と言っていました。私が彼に伝えてあげられたのは、新作"Rebels and Traitors" がランダムハウス社から出版されることだけでしたから、彼のために必死に書き上げました。（意訳）」と述べた。

## 執筆業
歴史や考古学に興味があり、ローマ帝国皇帝ウェスパシアヌスとその情婦アントニア・カエニスを題材とした歴史小説"The Course of Honour" を書くことにしたが、出版社を見つけることができなかった。その後再度挑戦し、古代ローマの“探偵”・マルクス・ディディウス・ファルコを主人公とした処女作『白銀の誓い』（原題：The Silver Pigs ）が1989年に刊行され、歴史ミステリの書き手として成功を収める第一歩となった。これまでに19作出されているファルコシリーズは現在も続いており、出版にこぎつけることができなかった"The Course of Honour" も最終的に1998年に出版された。2009年9月にはイングランド内戦期を舞台とした"Rebels and Traitors" を、2010年6月にはファルコシリーズの新作"Falco: The Official Companion" を、2012年3月には皇帝ドミティアヌスの物語"Master and God" を出版した。
2012年、担当出版社のホッダー&スタウトン (Hodder & Stoughton) とセント・マーティンズ・プレス (St. Martin's Press) は、彼女が新シリーズを執筆中であることを発表した。新シリーズは、ファルコのイギリス生まれの養女フラヴィア・アルバが女探偵として活躍する。第1作"The Ides of April" は2013年4月11日にイギリスでの発売を予定している。
数々の文学賞も受賞しており、1997年から翌1998年まで西洋古典学会の名誉会長を務めた。

## 作品リスト

### 密偵ファルコシリーズ
| #  | 邦題                     | 原題                        | 刊行年 | 刊行年月   | 訳者     | レーベル             |
| -- | ------------------------ | --------------------------- | ------ | ---------- | -------- | -------------------- |
| 1  | 白銀の誓い               | The Silver Pigs             | 1989年 | 1998年8月  | 伊藤和子 | 光文社〈光文社文庫〉 |
| 2  | 青銅の翳り               | Shadows in Bronze           | 1990年 | 1999年3月  | 酒井邦秀 | 光文社〈光文社文庫〉 |
| 3  | 錆色の女神（ヴィーナス） | Venus in Copper             | 1991年 | 1999年9月  | 矢沢聖子 | 光文社〈光文社文庫〉 |
| 4  | 鋼鉄の軍神（マルス）     | The Iron Hand of Mars       | 1992年 | 2000年7月  | 田代泰子 | 光文社〈光文社文庫〉 |
| 5  | 海神（ポセイドン）の黄金 | Poseidon's Gold             | 1993年 | 2001年4月  | 矢沢聖子 | 光文社〈光文社文庫〉 |
| 6  | 砂漠の守護神             | Last Act in Palmyra         | 1994年 | 2003年2月  | 田代泰子 | 光文社〈光文社文庫〉 |
| 7  | 新たな旅立ち             | Time to Depart              | 1995年 | 2003年6月  | 矢沢聖子 | 光文社〈光文社文庫〉 |
| 8  | オリーブの真実           | A Dying Light in Corduba    | 1996年 | 2004年6月  | 田代泰子 | 光文社〈光文社文庫〉 |
| 9  | 水路の連続殺人           | Three Hands in the Fountain | 1997年 | 2004年10月 | 矢沢聖子 | 光文社〈光文社文庫〉 |
| 10 | 獅子の目覚め             | Two for the Lions           | 1998年 | 2005年4月  | 田代泰子 | 光文社〈光文社文庫〉 |
| 11 | 聖なる灯を守れ           | One Virgin Too Many         | 1999年 | 2005年10月 | 矢沢聖子 | 光文社〈光文社文庫〉 |
| 12 | 亡者を哀れむ詩           | Ode to a Banker             | 2000年 | 2006年4月  | 田代泰子 | 光文社〈光文社文庫〉 |
| 13 | 疑惑の王宮建設           | A Body in the Bath House    | 2001年 | 2006年11月 | 矢沢聖子 | 光文社〈光文社文庫〉 |
| 14 | 娘に語る神話             | The Jupiter Myth            | 2002年 | 2007年6月  | 田代泰子 | 光文社〈光文社文庫〉 |
| 15 | 一人きりの法廷           | The Accusers                | 2003年 | 2007年11月 | 矢沢聖子 | 光文社〈光文社文庫〉 |
| 16 | 地中海の海賊             | Scandal Takes a Holiday     | 2004年 | 2008年5月  | 矢沢聖子 | 光文社〈光文社文庫〉 |
| 17 | 最後の神託               | See Delphi and Die          | 2005年 | 2009年7月  | 矢沢聖子 | 光文社〈光文社文庫〉 |
| 18 |                          | Saturnalia                  | 2007年 |            |          |                      |
| 19 |                          | Alexandria                  | 2009年 |            |          |                      |
| 20 |                          | Nemesis                     | 2010年 |            |          |                      |

オムニバス
- Falco on His Metal (1999)
  - 錆色の女神 Venus in Copper
  - 鋼鉄の軍神 The Iron Hand of Mars
  - 海神の黄金 Poseidon's Gold

- Falco on the Loose (2003)
  - 砂漠の守護神 Last Act in Palmyra
  - 新たな旅立ち Time to Depart
  - オリーブの真実 A Dying Light in Corduba

関連本
- Falco: The Official Companion (2010)

### その他
- The Course of Honour (1998)
- Rebels and Traitors (2009)
- Master and God (2012) - ドミティアヌス治世下の古代ローマを舞台とした作品[6]
- The Ides of April - イギリスで2013年4月11日発売予定、アメリカで同年6月発売予定[5]

## 受賞・ノミネート歴
- 1989年：『白銀の誓い』で作家クラブ賞新人賞受賞
- 1995年：英国推理作家協会より図書館ダガー賞授与[7]
- 1999年：『獅子の目覚め』でCWA賞エリス・ピーターズ賞受賞[8]
- 2000年：「密偵ファルコシリーズ」の主人公ディディウス・ファルコがシャーロック賞最優秀探偵賞受賞[9]
- 2010年：ローマのイメージを世界に広めた人にローマ市より贈られるコロッセオ賞受賞[10]
- 2011年：生涯の功績に対して、英国推理作家協会よりカルティエ・ダイヤモンド・ダガー賞授与[11]